# Cú lợn mặt nạ châu Úc
Cú lợn mặt nạ châu Úc (danh pháp hai phần: Tyto novaehollandiae) là một loài cú lợn thuộc Chi Cú lợn, Họ Cú lợn (Tytonidae).. Loài cú này sinh sống ở miền nam New Guinea và những vùng không phải sa mạc của Úc.

## Phân loài
Các phân loài được mô tả của Tyto novaehollandiae gồm:
- T. n. calabyi I.J. Mason, 1983, (nam New Guinea)
- T. n. castanops (Gould, 1837), cú mặt nạ Tasmania (Tasmania và đảo Lord Howe)
- T. n. galei Mathews, 1914, (bán đảo Cape York)
- T. n. kimberli Mathews, 1912, (bắc lục địa Úc)
- T. n. melvillensis Mathews, 1912, (quần đảo Tiwi)
- T. n. novaehollandiae (Stephens, 1826), (lục địa nam Australia)
- T. n. troughtoni N.W. Cayley, 1931, cú mặt nạ làm tổ trong động (Nullarbor Plain, nghi ngờ tính hiệu lực phân loại)